# Tour de Filipinas 2016
Il Tour de Filipinas 2016, cinquantacinquesima edizione della corsa, valido come prova dell'UCI Asia Tour 2016 categoria 2.2, si è svolto in quattro tappe, dal 18 al 21 febbraio 2016, su un percorso di complessivi 693 km con partenza da Antipolo, e arrivo a Legazpi City, nelle Filippine. La corsa è stata vinta dal kazako Oleg Zemljakov, con il tempo di 17h36'23" e la media di 39,36 km/h.

## Tappe
| Tappa  | Data        | Percorso                    | km  | Vincitore di tappa                        | Leader cl. generale                       |
| ------ | ----------- | --------------------------- | --- | ----------------------------------------- | ----------------------------------------- |
| 1ª     | 18 febbraio | Antipolo > Lucena           | 140 | tappa annullata per mancanza di sicurezza | tappa annullata per mancanza di sicurezza |
| 2ª     | 19 febbraio | Lucena > Daet               | 208 | Oleg Zemljakov                            | Oleg Zemljakov                            |
| 3ª     | 20 febbraio | Daet > Legazpi City         | 185 | Wesley Sulzberger                         | Oleg Zemljakov                            |
| 4ª     | 21 febbraio | Legazpi City > Legazpi City | 160 | Timothy Guy                               | Oleg Zemljakov                            |
| Totale | Totale      | Totale                      | 693 |                                           |                                           |

## Dettagli delle tappe

### 1ª tappa
- 18 febbraio: Antipolo > Lucena – 140 km

Tappa annullata per mancanza di sicurezza. La corsa è stata fermata al chilometro 100 e la tappa è stata neutralizzata.

### 2ª tappa
- 19 febbraio: Lucena > Daet – 208 km

Risultati
| Pos. | Corridore      | Squadra    | Tempo    |
| ---- | -------------- | ---------- | -------- |
| 1    | Oleg Zemljakov | Vino 4ever | 5h08'48" |
| 2    | Evgenïy Gïdïç  | Vino 4ever | a 16"    |
| 3    | Jesse Ewart    | 7 Eleven   | s.t.     |

| Pos. | Corridore      | Squadra    | Tempo    |
| ---- | -------------- | ---------- | -------- |
| 1    | Oleg Zemljakov | Vino 4ever | 9h12'17" |
| 2    | Evgenïy Gïdïç  | Vino 4ever | a 19"    |
| 3    | Jesse Ewart    | 7 Eleven   | a 22"    |

### 3ª tappa
- 20 febbraio: Daet > Legazpi City – 185 km

Risultati
| Pos. | Corridore         | Squadra  | Tempo    |
| ---- | ----------------- | -------- | -------- |
| 1    | Wesley Sulzberger | Kinan    | 4h27'55" |
| 2    | Guy Kalma         | Attaque  | a 2"     |
| 3    | Baler Ravina      | 7 Eleven | a 20"    |

| Pos. | Corridore      | Squadra    | Tempo     |
| ---- | -------------- | ---------- | --------- |
| 1    | Oleg Zemljakov | Vino 4ever | 13h43'22" |
| 2    | Evgenïy Gïdïç  | Vino 4ever | a 19"     |
| 3    | Jesse Ewart    | 7 Eleven   | a 22"     |

### 4ª tappa
- 21 febbraio: Legazpi City > Legazpi City – 160 km

Risultati
| Pos. | Corridore     | Squadra | Tempo    |
| ---- | ------------- | ------- | -------- |
| 1    | Timothy Guy   | Attaque | 3h52'50" |
| 2    | Cameron Bayly | Attaque | a 9"     |
| 3    | Jang Sun-Jae  | LX      | s.t.     |

| Pos. | Corridore      | Squadra    | Tempo     |
| ---- | -------------- | ---------- | --------- |
| 1    | Oleg Zemljakov | Vino 4ever | 17h36'23" |
| 2    | Evgenïy Gïdïç  | Vino 4ever | a 19"     |
| 3    | M. Batmunkh    | Terengganu | a 21"     |